# Locust Grove (Georgia)
Locust Grove is een plaats (city) in de Amerikaanse staat Georgia, en valt bestuurlijk gezien onder Henry County.

## Demografie
Bij de volkstelling in 2000 werd het aantal inwoners vastgesteld op 2322.
In 2006 is het aantal inwoners door het United States Census Bureau geschat op 3980, een stijging van 1658 (71.4%).

## Geografie
Volgens het United States Census Bureau beslaat de plaats een oppervlakte van
5,7 km², waarvan 5,5 km² land en 0,2 km² water. Locust Grove ligt op ongeveer 255 m boven zeeniveau.

## Plaatsen in de nabije omgeving
De onderstaande figuur toont nabijgelegen plaatsen in een straal van 20 km rond Locust Grove.